# Ngữ hệ Andaman Lớn
Ngữ hệ Andaman Lớn là một ngữ hệ gần tuyệt chủng, được nói bởi người Andaman Lớn sống ở quần đảo Andaman (Ấn Độ).

## Lịch sử
Vào cuối thế kỷ XVIII, khi người Anh đặt chân đến quần đảo Andaman, ước tính có khoảng 5.000 người Andaman sống trên Andaman Lớn và những đảo lân cận, bao gồm 10 bộ tộc với ngôn ngữ riêng biệt nhưng có quan hệ gần với nhau. Từ thập niên 1860, sự thiết lập thuộc địa hình sự lâu dài và sự xuất hiện của người nhập cư và lao động sau đó (chủ yếu từ tiểu lục địa Ấn Độ) đã làm giảm số người Andaman Lớn một cách cực kỳ nghiêm trọng, xuống 19 cá nhân vào năm 1961.
Từ đó, số người đã gia tăng phần nào, đạt 52 người năm 2010. Tuy nhiên, đến năm 1994 bảy trong mười bộ tộc đã tuyệt diệt, và sự phân biệt giữa ba tộc còn lại (Jeru, Bo và Cari) về cơ bản là không còn do sự kết hôn liên tộc và sự tái định cư đến đảo Strait nhỏ hơn. Một số người cũng kết hôn với người Karen từ Myanmar hay người Ấn Độ từ đại lục. Tiếng Hindi nay đóng vai trò ngôn ngữ chính, và là ngôn ngữ duy nhất với một nửa số họ. Người cuối cùng nói tiếng Bo mất năm 2010 ở tuổi 85.
Khoảng một nửa người Andaman Lớn nói một dạng ngôn ngữ mới (một loại ngôn ngữ hỗn hợp hay koine) mang đặc điểm của hệ Andaman Lớn, chủ yếu dựa trên Aka-Jeru. Một số học giả gọi thứ tiếng này là "tiếng Andaman Lớn đương đại", nhưng nó thường được gọi đơn giản là "Jero" hay "tiếng Andaman Lớn".

## Ngữ pháp
Ngữ hệ Andaman Lớn gồm những ngôn ngữ chắp dính, với hệ thống tiền tố và hậu tố phức tạp. Chúng có một hệ thống lớp danh từ dựa trên bộ phận cơ thể, mà trong đó mọi danh từ và tính từ đi cùng với tiền tố bộ phận mà nó được gán cho (dựa trên cơ sở hình dáng hay chức năng). Do vậy, *aka- ở đầu tên các ngôn ngữ là tiền tố cho các vật thể liên quan đến lưỡi. Những ví dụ dưới đây là cách tạo danh từ việc thêm tiền tố vào tính từ yop, "dẻo, mềm" trong tiếng Bea:
- Gối hay bọt biển là ot-yop, tiền tố liên quan đến đầu hay tim.
- Gậy chống là ôto-yop, tiền tố chỉ những thứ dài.
- Bút chì là aka-yop, tiền tố liên quan đến lưỡi (từ việc bút chì nhọn).
- Cây gãy đổ là ar-yop, tiền tố chỉ chân hay những thứ thẳng đứng.

Tương tự, từ tính từ beryli-nga "tốt" ta có:
- un-bēri-ŋa "thông minh" (tay-tốt).
- ig-bēri-ŋa "mắt tinh" (mắt-tốt).
- aka-bēri-ŋa "giỏi ngoại ngữ" (lưỡi-tốt).
- ot-bēri-ŋa "đạo đức" (đầu/tim-tốt)

## Phân loại
Ngôn ngữ tại quần đảo Andaman thuộc hai ngữ hệ, Andaman Lớn và Önge, cùng một ngôn ngữ chưa được ghi nhận, tiếng Sentinel. Sự tương đồng ngữ hệ Andaman Lớn và Önge chủ yếu là ở đặc điểm hình thái, còn lượng từ vựng chung thì ít ỏi. Do vậy, cả những nhà nghiên cứu lâu năm như Joseph Greenberg cũng không cho rằng hai hệ này có cùng nguồn gốc.
Các ngôn ngữ Andaman Lớn là:
- Andaman Lớn
  - Nam
    - Aka-Bea hay Bea (†)
    - Akar-Bale hay Bale (†)

  - Trung
    - Aka-Kede hay Kede (†)
    - Aka-Kol hay Kol (†)
    - Oko-Juwoi hay Juwoi (†)
    - A-Pucikwar hay Pucikwar (†)

  - Bắc
    - Aka-Cari hay Chari (†)
    - Aka-Kora hay Kora (†)
    - Aka-Jeru hay Jeru (†)
    - Aka-Bo hay Bo (†)